# Концешть (Димбовіца)
Концешть, Концешті (рум. Conțești) — село у повіті Димбовіца в Румунії. Входить до складу комуни Концешть.
Село розташоване на відстані 45 км на північний захід від Бухареста, 30 км на південний схід від Тирговіште, 107 км на південь від Брашова.

## Населення
За даними перепису населення 2002 року у селі проживали 1614 осіб, усі — румуни. Усі жителі села рідною мовою назвали румунську.